# Cerbalus verneaui
Cerbalus verneaui är en spindelart som först beskrevs av Simon 1889.  Cerbalus verneaui ingår i släktet Cerbalus och familjen jättekrabbspindlar.
Artens utbredningsområde är Kanarieöarna. Inga underarter finns listade i Catalogue of Life.